# Liste der Monuments historiques in Guimiliau
Die Liste der Monuments historiques in Guimiliau führt die Monuments historiques in der französischen Gemeinde Guimiliau auf.

## Liste der Bauwerke
| Bezeichnung | Beschreibung | Standort               | Kennzeichnung | Schutzstatus | Datum       | Bild           |
| --- | ------------ | ---------------------- | ------------- | ------------ | ----------- | -------------- |
| Umfriedeter Pfarrbezirk mit Kirche Saint-Miliau (siehe auch: Kreuzigungsfenster und Beinhaus), Calvaire und Friedhofskapelle (ehemaliges Beinhaus) |              | Rue du Calvaire (Lage) | PA00089998    | Classé       | 1906 & 1914 | weitere Bilder |